# Gloria Dickson
Gloria Dickson, född 13 augusti 1917, död 10 april 1945, var en amerikansk skådespelare. Hon föddes i Pocatello i Idaho som Thais Alalia Dickerson och dog av syrebrist i en eldsvåda.
Hennes far var bankman. Efter hans bortgång 1929 flyttade familjen till Kalifornien där hon tog examen på Long Beach Polytechnic High School.
Dickson upptäcktes av en talangscout från Warner Brothers i april 1936 då hon deltog i ett federalt teaterprojekt. Filmdebuten "They won't forget" 1937 gav henne stor publicitet och hennes bild prydde omslaget på många tidskrifter. 

## Privatliv
Dickson gifte sig 1938 med skådespelaren och makeup-artisten Perc Westmore i Santa Barbara och de var gifta till 1941. Andra äktenskapet med regissören Ralph Murphy varade till 1944, men hon gifte om sig med f d boxaren William Fitzgerald redan samma år.
Gloria Dickson är begravd på Hollywood Forever Cemetery.

## Filmografi (urval)
- 1937: They Won’t Forget
- 1938: Gold Diggers in Paris
- 1938: Racket Busters
- 1939: No Place to Go
- 1939: They Made Me a Criminal
- 1940: King of the Lumberjacks
- 1940: This Thing Called Love (Den så kallade kärleken)
- 1941: Mercy Island
- 1943: Lady of Burlesque
- 1944: Rationing